# Arthur Strasser

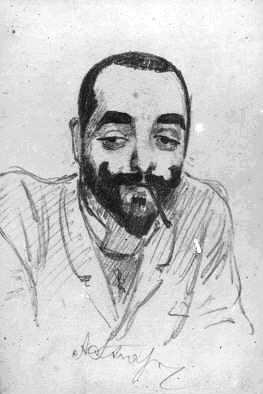
Artur Strasser. Kohlezeichnung von Rudolf Swoboda, um 1880.

Arthur Strasser (* 13. Februar 1854 in Adelsberg, Krain; † 8. November 1927 in Wien) war ein österreichischer Bildhauer.

## Biografie
1871 bis 1875 studierte Arthur Strasser an der Wiener Akademie der bildenden Künste, auch bei Viktor Tilgner. Während seines Studiums wurde er Mitglied der Wiener Burschenschaft Germania, später der Gothia; er war auch Mitglied der Jungmannschaft Kremser Mittelschüler Rugia. Sein Interesse galt der Bildhauerei und Plastik. Mit einem Stipendium konnte er 1881–1883 seine Studien in Paris fortsetzen und erweitern. Nach Wien zurückgekehrt finden seine Arbeiten im naturalistischen Stil hohe Anerkennung. 1893 erhält er den Kaiserpreis, 1896 die Große Goldene Staatsmedaille.
1892 unternahm Strasser mit dem Maler Charles Wilda (1854–1907) eine Ägyptenreise, auf der er Anregungen für sein künstlerisches Schaffen fand. Vermehrt treten nun orientalische Motive in seinen Arbeiten auf, wobei er sein Interesse auf die Darstellung landestypischer Einwohner richtet. Die Ägyptischen Wasserträger in landestypischer Tracht – arabische Bevölkerung im Besonderen – soll in einem Augenblick einer alltäglichen Verrichtung erfasst werden und durch ihre schöne Physiognomie beeindrucken, wie z. B. auch der Nubierkopf im Belvedere Wien (1892, Inv.Nr. 7130). Mit diesen Arbeiten traf Strasser wie viele seiner zeitgenössischen Künstlerkollegen den herrschenden Zeitgeschmack des Orientalismus, wobei die farbige Fassung möglichst naturalistisch wirken sollte.
Diese Kleinplastiken waren recht beliebt und fanden ihre Käuferschicht auch im österreichischen Kaiserhaus, so erwarb Kaiserin Elisabeth das Fellachenweib für die Hermesvilla.

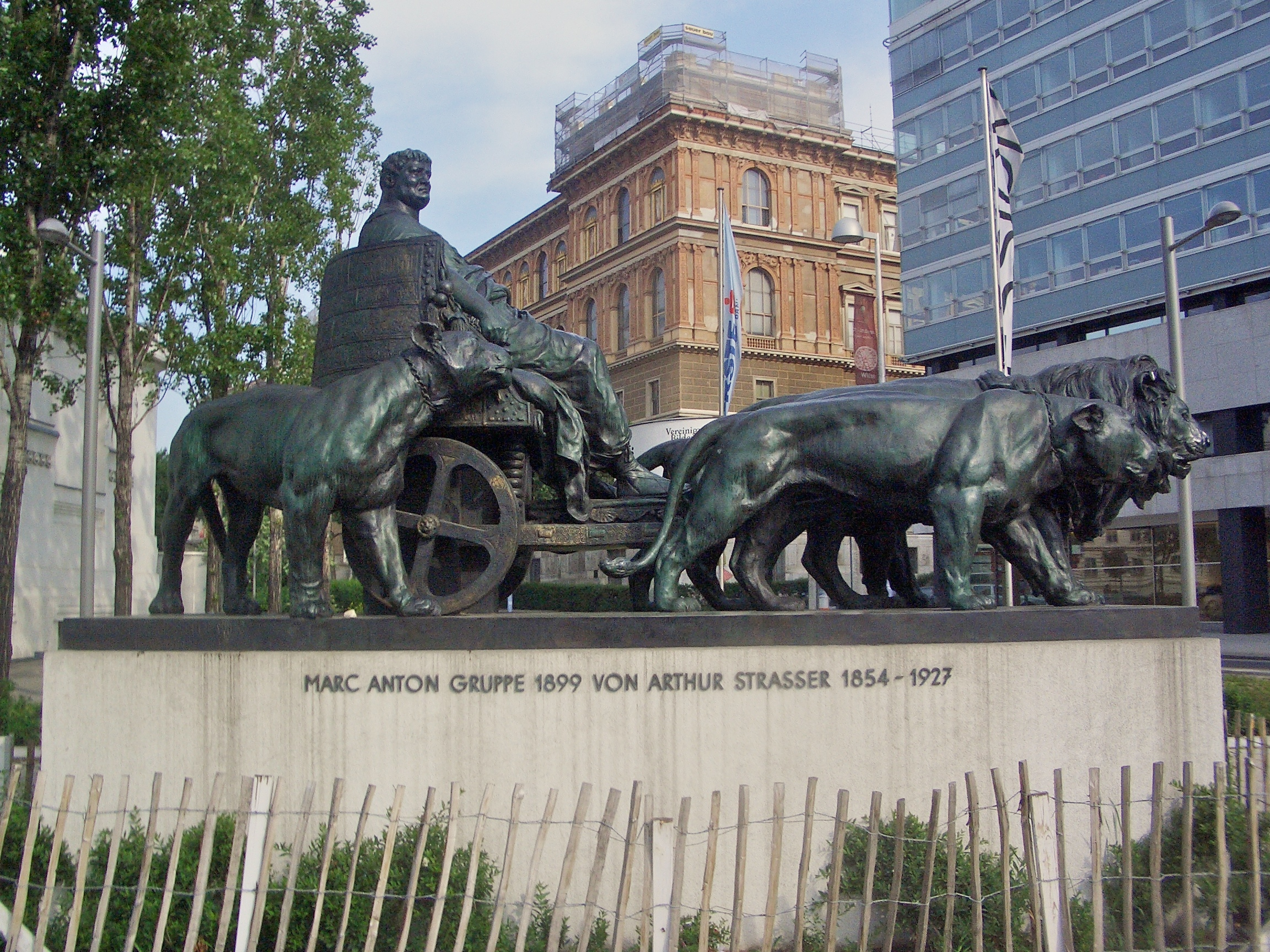
Arthur Strasser: Marc-Anton-Plastik, heutige Aufstellung vor dem Wiener Secessionsgebäude

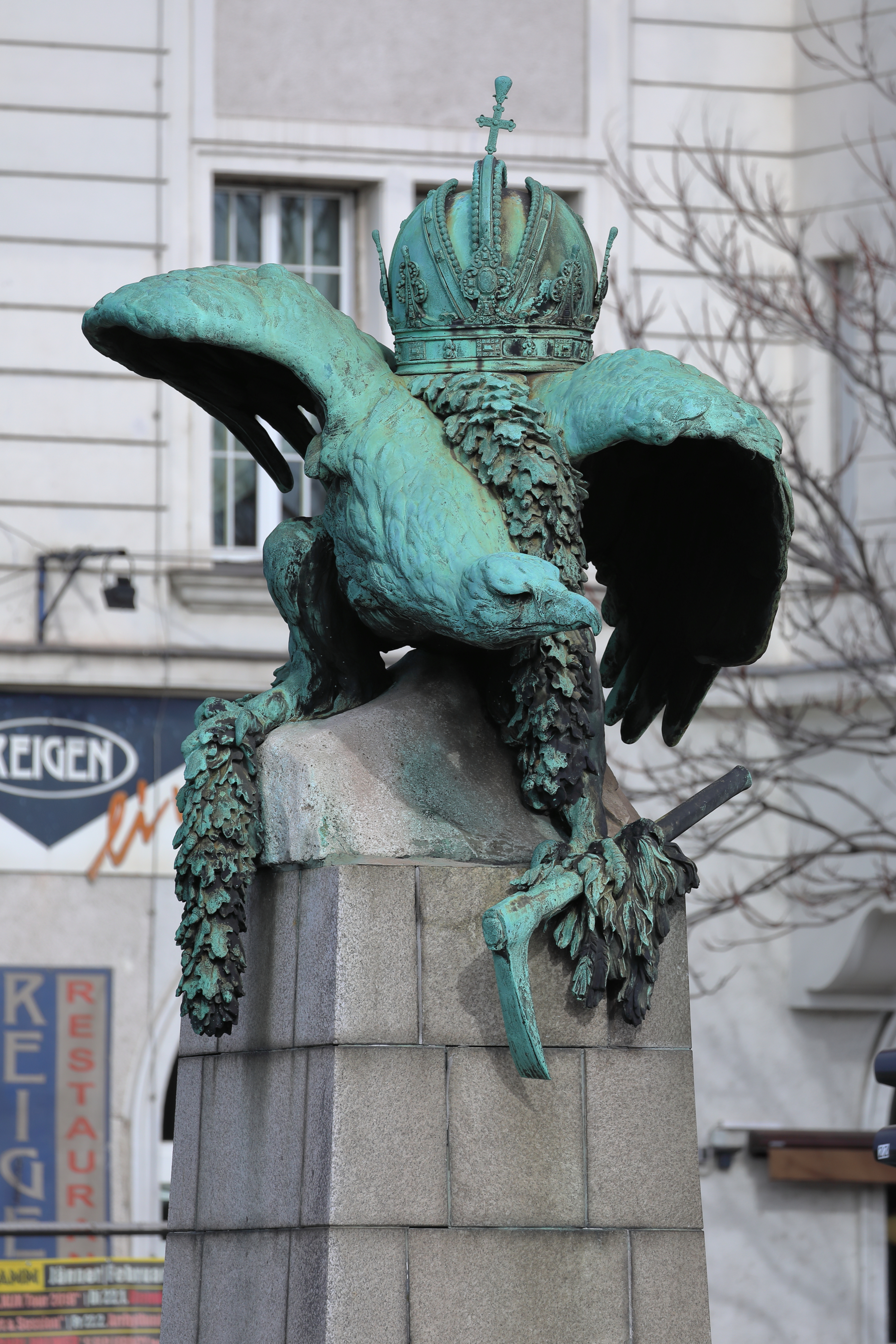
Adler mit Bekrönung bei der Kennedybrücke

Von 1899 bis 1919 übernahm Strasser als Professor die Bildhauer-Klasse an der Wiener Kunstgewerbeschule. Die Wiener Secession strebte die Abkehr von dem herrschenden Historismus an und berief einige neue Professoren, um der Lehre neue Anregungen zu verleihen. Strasser gehörte gewiss nicht zu den revolutionierenden Erneuerern, aber seine naturnahe feinsinnige Ausführung konnte manche Impulse setzen. Hier schuf er für die Weltausstellung 1900 in Paris die Bronze-Großplastik des Marc Anton. Der feiste Feldherr sitzt behäbig in einem Streitwagen, der von Löwen gezogen wird. Die Verkommenheit und Dekadenz des Herrschers wird von der kraftvollen Schönheit der Raubkatzen eindrucksvoll kontrastiert. Die Figurengruppe steht heute vor dem Wiener Secessionsgebäude.

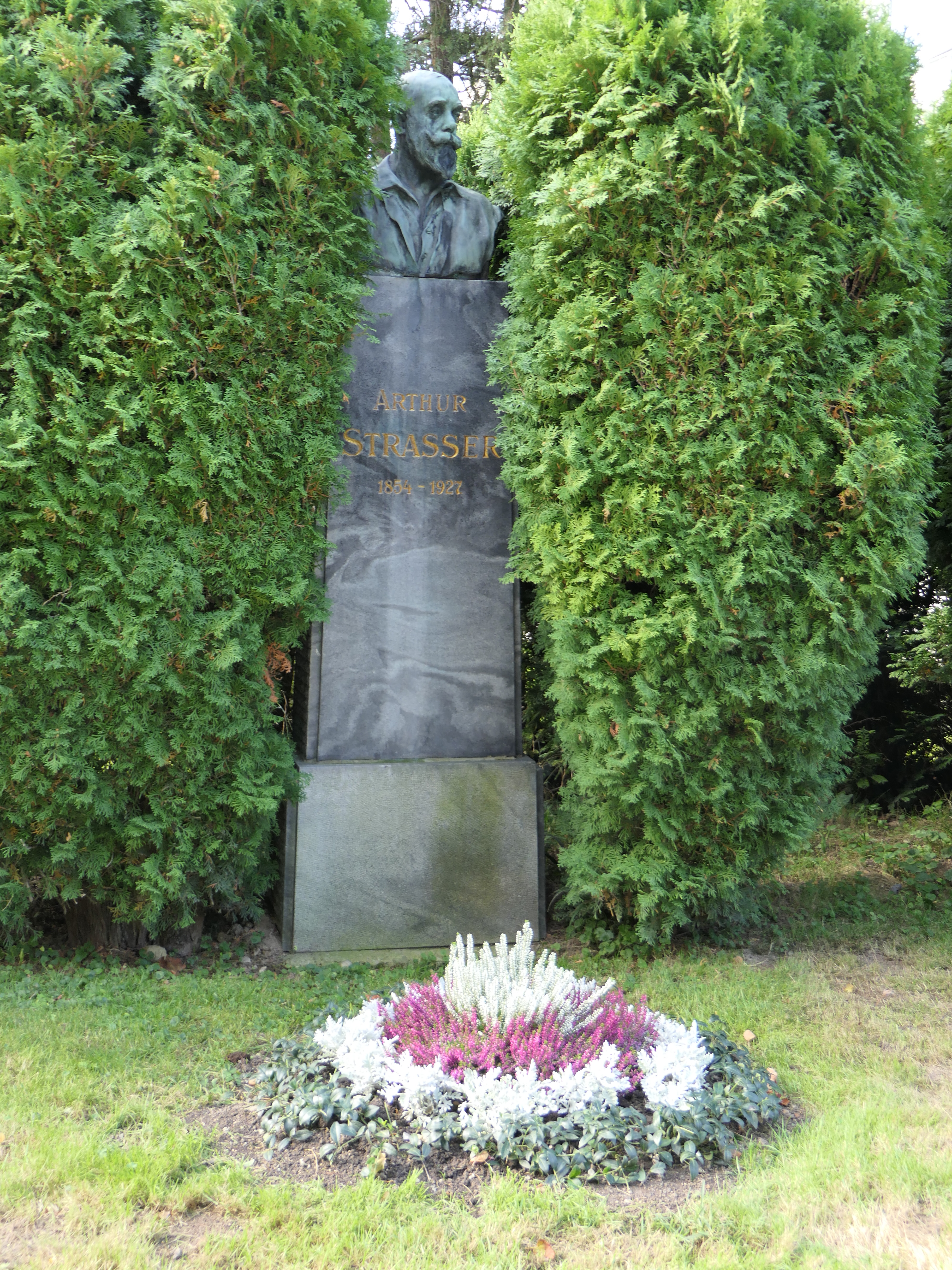
Grab von Arthur Strasser

Von Strasser stammen ebenfalls die Bronzeadler auf der heutigen Kennedybrücke. Tief gebeugt von der Kaiserkrone, die den Adlern auf deren Rücken lastet, und einer mächtigen Blattgirlande, die sie zusätzlich einengt, halten sie in ihren Krallen Spaten und Krampen und sollen damit an die Arbeitsleistung erinnern, die die Arbeiter beim Bau der Stadtbahn aufbringen mussten.
Auf dem Zentralfriedhof gehört auch das Relief der Grablegung Christi an der Dr.-Karl-Lueger-Gedächtniskirche zu seinen Werken im öffentlichen Raum.
Seine kleinformatigen polychromen Terrakotten beeindrucken durch eine besonders naturnahe Farbwahl und Oberflächengestaltung. Der Elefant mit Panther 1906, Keramik farbig glasiert 58 × 32,5 × 38 cm (HSAK, Inv.Nr. 1295/0 Hochschule für angewandte Kunst) zeigt dies in überzeugender Weise. Dieser dramatische Kampf zweier gänzlich unterschiedlicher Tierarten, die im Willen zu überleben alle eigenen Kräfte in den angespannten Körpern mobilisieren, steigert die Anmutung der besonders fein gearbeiteten Hautstrukturen. Fell und Lederhaut konkurrieren in ihrer naturalistischen Ausführung miteinander wie die Muskelkräfte der Tiere, die im Kampf gegeneinander antreten.
Arthur Strasser entwarf für die „Goldscheider’sche Porzellan Manufaktur und Majolika-Fabrik“ einige Objekte. Das von Friedrich Goldscheider 1885 gegründete Werk genoss einen ausgezeichneten Ruf und konnte die technisch anspruchsvollen Arbeiten Strassers ausführen.
Arthur Strasser gehört sicherlich nicht zu den bahnbrechenden Künstlern der neuen Wiener Strömungen um 1900, aber seine Werke weisen auf eine sensible Beobachtungsgabe hin, die sich in der feinen materiellen Ausführung widerspiegelt, als auch in einer durchaus kritischen Auseinandersetzung mit den gewählten Themen.
Die Zeichnung von Arthur Strasser fertigte der Orientmaler Rudolf Swoboda 1880 an, der auch Joseph Urban (1872–1933) zeichnete, den Gründer des Hagenbundes, einer Künstlervereinigung, die sich im Gasthaus „Zum blauen Freihaus“ traf. Es ist anzunehmen, dass Arthur Strasser auch eine Zeitlang dieser Gruppe angehörte.
Er war von 1886 bis 1891 und von 1907 bis 1927 Mitglied des Wiener Künstlerhauses und von 1898 bis 1900 der Wiener Secession. Weiters war er Mitglied der Münchener Secession.
Zu seinen Schülern zählte u. a. der oberösterreichische Bildhauer Anton Gerhart.
Seine Söhne Benjamin und Roland Strasser wurden bekannte Maler. Seine Tochter Hedwig Strasser war mit dem Kinderarzt Kurt Huldschinsky verheiratet.
Sein ehrenhalber gewidmetes Grab mit Bronzekopf auf einer Steinstele befindet sich auf dem Wiener Zentralfriedhof (Gruppe 32C, Nr. 8).